# 青森県道206号西平内停車場線
青森県道206号西平内停車場線（あおもりけんどう206ごう にしひらないていしゃじょうせん）は、青森県東津軽郡平内町を通る一般県道である。

## 概要
青い森鉄道線 西平内駅から北へ進み左折し、県道207号と分岐左折し、青い森鉄道線と交差して平内町大字山口で国道4号に接続する。

### 路線データ
- 延長 : 538 m[1]
- 起点 : 西平内停車場[1]（西平内駅）
- 終点 : 国道四号交点（東津軽郡平内町）[1]

## 路線状況

### 重複区間
- 青森県道207号小豆沢西平内停車場線 : 起点付近

## 地理

### 交差する道路
- 青森県道207号小豆沢西平内停車場線

## 沿線の施設など
- 青い森鉄道 青い森鉄道線 西平内駅
- 西平内郵便局